# Jan Laß
Jan Laß, eigentlich Johann Franz Albert Laß, auch Jan Lass (* 30. Januar 1890 in Kappeln, auf der Halbinsel Angeln, Schleswig-Holstein; † 4. November 1958 in Kiel) war ein norddeutscher Landschaftsmaler und Grafiker.

## Leben
Jan Laß wurde als Sohn des Malermeisters Peter Heinrich Carl Laß und der Anna Mathilde Minna Albrecht im Haus Schmiedestraße 10 in Kappeln geboren. Er war Jüngster unter 10 Geschwistern. Die Familie stammte aus einer der Gründerfamilien des Fischerdorfes Maasholm.

## Ausbildung
Von 1905 bis 1909 erlernte Jan Laß das Malerhandwerk. Neben der Lehre besuchte er als Abendschüler die Kunstgewerbeschule in Flensburg. In Hamburg, als Malergeselle tätig, setzte er seine künstlerische Ausbildung ab 1911 an der Kunstgewerbeschule in Altona fort. Im August 1914 wurde er als Soldat zum Ersten Weltkrieg eingezogen und 1915 in Frankreich verwundet. 1916 bestand er die Meisterprüfung und wurde zum Malermeister.

## Schaffensperioden
Nach Kriegsende entwickelt er mit Hans Leip das Projekt „Hamburger Puppenspiele“. Nach seiner Ausbildung und Tätigkeit als Zeichenlehrer an einer Knabenschule in Altona war er ab 1920 in der Ohlendorfsallee 6 in Altona als freischaffender Künstler tätig und trat der Hamburgischen Künstlerschaft bei. Für seine Altonaer Schaffenszeit waren monumentale Figurenkompositionen zu christlichen Themen und zu dem Genre der modernen Industriegesellschaft kennzeichnend. Besonderen Anklang fanden seine Hafenansichten und Darstellungen von Arbeiterfiguren. Berühmt wurde seine „Arbeitermadonna“, eine „idealistische Synthese von religiösen und sozialen Bildinhalten“, die an ein Jugendheim in Köln verkauft wurde.
Sommer 1921 entwarf er für seinen Onkel, den Zigarrenhändler Wilhelm Laß ein Notgeld-Ersatzwertzeichen zu 50 Pfennig. Am 29. September 1921 erließ jedoch der Regierungspräsident eine Verfügung zur Bekämpfung des Überhandnehmens von Bons. Die Polizeiverwaltung von Kappeln gab am 22. Oktober 1921 schließlich bekannt: „Der Zigarrenhändler Wilhelm Laß hat nach eigenen Angaben 5.000 Gutscheine a` 50 Pfennig herstellen und in Verkehr bringen lassen. Auf Anordnung des hiesigen Amtsgerichts sind sämtliche Gutscheine beschlagnahmt. Gegen Laß wird ein Strafverfahren eingeleitet.“
1921 bis 1923 folgten längere Aufenthalte auf Föhr und Sylt. Sie ließen Jan Laß zum eigentlichen Thema seiner Kunst finden, zur Landschaft Norddeutschlands, insbesondere der Küsten Schleswig-Holstein. Auf Wanderausstellungen durch Schleswig-Holstein fixierten eine Folge ausgezeichneter Aquarelle, „Sylt im Winter“, sowie eine Reihe von Ölgemälden seinen guten Ruf als Landschaftsmaler. Er wurde Mitglied der Künstlergruppe De Warft und später Mitglied der Künstlergruppe Niederelbe.
Jan Laß zog 1934 mit seiner großen Familie nach Angeln, in ein abgelegenes Haus am Langsee bei der Gemeinde Süderfahrenstedt, dessen landschaftliche Anmut ihn immer wieder zu neuen malerischen Darstellungen reizte.
Von 1936 bis 1938 nahm Laß Aufträge für Wandmalereien in Kasernen an. Die Themenwahl blieb begrenzt auf die historische Vergangenheit. Die Wandmalereien späterer Jahre in öffentlichen Gebäuden bewegen sich im Grenzbereich zwischen Traditionellem und Zeitgemäßen. Seine Arbeiten in der Domschule Schleswig sind erhalten, wie auch sein Kachelwandbild Balkenträger (auch Bauarbeiter) von 1932 in der Fritz-Schumacher-Schule in Hamburg-Langenhorn. Ein Jahr zuvor standen dort seine einfarbigen Lithografien Düne I, Schleswig, Düne II, Fabrikhof, Balkenträger und Feierabend für die Mitglieder der Griffelkunst-Vereinigung Hamburg-Langenhorn zur Wahl, wie auch Werke von drei anderen Künstlern (Wahl 26, III. Quartal 1931).
In den Jahren 1943 und 1944 suchte er in großfigurigen Kompositionen Gewalt, Leid und Zerstörung des Zweiten Weltkrieges zu verarbeiten.
Jan Laß starb 1958 in einem Kieler Krankenhaus und wurde bei der Kirche von Böklund begraben.
Seit 2012 erinnert an Jan Laß ein Gedenkstein, der an dem Weg zu dem abgelegenes Haus am Langsee steht. In dem Haus selbst lebt und wirkt seit 2004 der Maler und Autor Karl-Heinz Morscheck.

## Ausstellungen (Auswahl)
Gemeinschaftsausstellungen
- 1915: Weihnachtsmesse des Altonaer Künstlervereins im Altonaer Museum
- 1919–1920: Hamburger Kunsthalle
- 1920: Ausstellung des Altonaer Künstlervereins im Altonaer Museum
- 1927: De Warft, Altonaer Museum und Flensburg, Museum
- 1931: Griffelkunst-Vereinigung Hamburg-Langenhorn, Fritz-Schumacher-Schule, Hamburg-Langenhorn – Einfarbige Lithografien: Düne I, Schleswig, Düne II, Fabrikhof, Balkenträger, Feierabend
- 1942: Große Deutsche Kunstausstellung im Haus der Kunst, München – Ölgemälde Flensburger Hafen.[8]
- 1950: Städtisches Museum Flensburg[9]
- 1953 Dritte Deutsche Kunstausstellung in Dresden[10]
- 1954: Moderne Malerei, Galerie Henning, Halle[11]
- 1955: Brücke, Schleswig

Posthum
Gemeinschaftsausstellungen
- 2017: Norddeutsche Maler des 19. und 20. Jahrhunderts. Kunsthandlung Messerschmidt, Flensburg[12]

Einzelausstellungen
- 2016: Jan Laß – der unvergessene Maler vom Langsee, Kunsthaus Hänisch, Kappeln[13]

## Werke (Auswahl)
- Der Dichter Hans Leip, um 1910, Altonaer Museum, Hamburg
- Der Wächter, um 1917 ehem. Präparaten-Anstalt, Kappeln
- Kai in Altona, um 1928. Krupp von Bohlen und Halbach, Essen
- Aus Altona, 1930, Museumsberg Flensburg
- Landschaft in der Probstei, Nationalgalerie, Berlin
- Am Langsee, 1936, Landesmuseum für Kunst und Kulturgeschichte, Schloss Gottorf, Schleswig
- Tümpel im Schnee, Nordfriesland Museum. Nissenhaus Husum

In der Sendung Lieb & Teuer wurde im August 2013 eine Hügellandschaft in Temperafarben auf einer Holzfaserplatte vorgestellt, die er anlässlich eines Besuchs bei einem Freund im Sauerland 1957 gemalt hatte.

## Illustrationen
- Heinrich Dieckelmann: Der Wiborg – Deutsche Volkstänze der Gegenwart. Buch-Ein- u. Verkaufsgenossenschaft Hammerbrook, Hamburg 1927 (Buchdeckelillustration)[15]
- Julius Edert: Zu Hause und in Reinhof – Eine Fibel und heimatliche Kindergeschichte für Stadt und Land. 2. Auflage. Nordmark-Verlag, August Westphalen jun., Flensburg 1935 (Illustrationen)